# Lisa con ombrello
Lisa con ombrello è un dipinto del pittore francese Pierre-Auguste Renoir, realizzato nel 1867 e conservato al Folkwang Museum di Essen.

## Descrizione
Si tratta questo di un ritratto di Lise Tréhot, una delle modelle predilette dal Renoir, la cui fisiognomia si può riconoscere in molti capolavori del periodo giovanile del pittore, come la Ragazza seduta all'aperto (1869), la Ninfa alla sorgente (1869) e la Donna di Algeri (1870). L'opera fu portata a termine durante un soggiorno a Chailly: si tratta di un villaggio poco distante da Barbizon dove Renoir si insediò insieme a Lise, Sisley e Le Cœur, nella prospettiva di esercitarsi nel plein air. Una volta esposta, l'opera conobbe un'accoglienza abbastanza calorosa: particolarmente acuta fu l'osservazione del critico Thoré-Bürger, il quale notò che due colori accostati tra di loro tendevano a tingersi l'un l'altro del corrispettivo colore complementare: fu un'intuizione vincente, che sarà alla base delle ricerche di cromatica di Chevreul e delle sperimentazioni pittoriche di Seurat e Signac. Un altro critico, Julius Meier-Graefe, non esitò a sottolineare la valenza onirica del quadro:
(Julius Meier-Graefe)
L'opera, collocata «sul confine tra la ritrattistica e la pittura di genere» (come osservato dal critico John House), raffigura proprio Lisa che veste un cappello alla maschietta e un candido abito in mussola, cinto da un nastro nero presso la vita che scintilla per via dei luminosi riflessi della luce. Il fatto che la Tréhot sia citata nel titolo per nome (Lise con ombrello è il titolo del quadro) sottolinea inoltre la confidenzialità che legava Renoir con la modella.